# Ібрахім Сіссоко
Ібрахім Сіссоко (нід. Ibrahim Cissoko, нар. 26 березня 2003, Неймеген, Нідерланди) — гвінейський футболіст, вінгер французького клубу «Тулуза».

## Ігрова кар'єра

### Клубна
Ібрахім Сіссоко народився у нідерландському місті Неймеген у родині гвінейських переселенців. Він вихованець футбольних академій клубів «Вітессе» та НЕК «Неймеген». У 2016 році футболіст приєднався до молодіжної команди НЕКа. Починаючи з сезону 2021/22 футболіста почали залучати до першої команди «Неймегена». 29 квітня 2022 року у матчі чемпіонату Нідерландів проти «Утрехта» Сіссоко дебютував на професійному рівні. У липні 2022 року Ібрахім підписав з клубом контракт до літа 2024 року з можливістю в подальшому продовження співпраці з клубом.
У червні 2023 року Сіссоко приєднався до клубу французької Ліги 1 «Тулуза». Але через отриману влітку травму стопи дебютував за новий клуб зміг лише 5 листопада 2023 року.

### Збірна
У грудні 2023 року Ібрахім Сіссоко був внесений до заявки національної збірної Гвінеї на участь у Кубку африканських націй у Кот-д'Івуарі.